# Tomice (gmina)
Pour les articles homonymes, voir Tomice.
Tomice est une gmina rurale du powiat de Wadowice, Petite-Pologne, dans le sud de la Pologne. Son siège est le village de Tomice, qui se situe environ 3 km au nord-ouest de Wadowice et 37 km au sud-ouest de la capitale régionale Cracovie.
La gmina couvre une superficie de 41,73 km2 pour une population de 7 232 habitants.

## Géographie
La gmina inclut les villages de Lgota, Radocza, Tomice, Witanowice, Woźniki et Zygodowice.
La gmina borde les gminy de Brzeźnica, Spytkowice, Wadowice, Wieprz et Zator.